# Astilodes mariae
Astilodes mariae (лат.) — вид пауков-скакунов. Распространены в Австралии.

## Описание
Узкотелый, чрезвычайно удлинённый паук от маленького до относительно среднего размера, длина тела которого составляет от 3 до 7 мм. Головогрудь высокая в профиль, наиболее высокая в области задних боковых глаз. Головная часть, если смотреть сверху, округлая (у самцов) или грушевидная (у самок). Брюшко удлинённое. У самок брюшко несколько более толстое, чем у самцов, и в большинстве случаев они очень бледные или полупрозрачно-желтые с оранжевыми волосками на глазном четырёхугольнике, с чёрными пятнами и отметинами на животе. У самцов темная полоса вокруг края задней части головогруди и пурпурная пигментация в четырёхугольнике глаза и вдоль верхней поверхности брюшка. Хелицеры имеют четыре ретромаргинальных зуба и три или более зубцов на промаргине. Первая пара ног намного длиннее и толще остальных. Голени и метатарзусы имеют характерные шипы.

## Систематика и этимология
Вид был впервые описан в 2009 году польским арахнологом Marek Michał Żabka (Университет имени Адама Мицкевича в Познани, Польша). Выделен в монотипический род Astilodes, таксономическая позиция которого определена в составе клады, включающей Adoxotoma, Arasia, Astia, Helpis, Jacksonoides, Megaloastia, Parahelpis, Sondra и Tauala, а также возможно роды из Индонезии (Katya) и Филиппин (Orthrus). Видовое название дано в честь Maria Żabka, дочери автора.